# Oemophanes
Oemophanes is een kevergeslacht uit de familie van de boktorren (Cerambycidae). De wetenschappelijke naam van het geslacht werd voor het eerst geldig gepubliceerd in 2001 door Adlbauer.

## Soorten
Oemophanes is monotypisch en omvat slechts de volgende soort:
- Oemophanes brunneus (Fuchs, 1969)